# Voodoo (песня)
Voodoo (с англ. — «Вуду») — третий сингл с одноимённого, дебютного альбома группы Godsmack. Песня является самой известной в передаче канала MTV Fear (Страх). Песня содержит скрытый инструментальный трек, известный как Witch Hunt (пер. Охота на Ведьм).

## Позиции в чартах
| Год  | Чарт                             | Позиция |
| ---- | -------------------------------- | ------- |
| 1999 | Billboard Mainstream Rock Tracks | 5       |
| 1999 | Billboard Modern Rock Tracks     | 6       |

## Сертификации
| Регион | Сертификация | Продажи   |
| --- | ------------ | --------- |
| США (RIAA) | Платиновый   | 1 000 000 |
| * Данные о продажах приведены только на основе сертификации. · ^ Данные о тиражах приведены только на основе сертификации. · Данные о продажах + прослушиваниях приведены только на основе сертификации. |              |           |

## Клип
Видео режиссёра Дина Карра показывает ведьм, исполняющих ритуал с мечами. В клипе группа выступала в кукурузном поле. Голые существа в виде медуз танцевали, это была часть ритуала, потом зомби вышли из озера и начали бродить по лесу.
Салли Эрна сказал что на идею песни его вдохновил фильм «Змей и Радуга»